# Premierzy Gujany
Lista premierów Gujany:

## Kolonia
| Osoba | Osoba   | Osoba                      | Kadencja        | Kadencja        | Partia polityczna       |
| #     | Portret | Imię i nazwisko            | Od              | Do              | Partia polityczna       |
| ----- | ------- | -------------------------- | --------------- | --------------- | ----------------------- |
| 1     |         | Cheddi Jagan (1918–1997)   | 30 maja 1953    | 12 grudnia 1964 | Ludowa Partia Postępowa |
| 2     |         | Forbes Burnham (1923–1985) | 12 grudnia 1964 | 26 maja 1966    | Ludowy Kongres Narodowy |

## Niepodległe państwo
| Osoba | Osoba   | Osoba                      | Kadencja            | Kadencja            | Partia polityczna       |
| #     | Portret | Imię i nazwisko            | Od                  | Do                  | Partia polityczna       |
| ----- | ------- | -------------------------- | ------------------- | ------------------- | ----------------------- |
| (2)   |         | Forbes Burnham (1923–1985) | 26 maja 1966        | 6 października 1980 | Ludowy Kongres Narodowy |
| 3     |         | Ptolemy Reid (1912–2003)   | 6 października 1980 | 16 sierpnia 1984    | Ludowy Kongres Narodowy |
| 4     |         | Desmond Hoyte (1929–2002)  | 16 sierpnia 1984    | 6 August 1985       | Ludowy Kongres Narodowy |
| 5     |         | Hamilton Green (1934–)     | 6 sierpnia 1985     | 9 października 1992 | Ludowy Kongres Narodowy |
| 6     |         | Samuel Hinds (1943–)       | 9 października 1992 | 17 marca 1997       | Ludowa Partia Postępowa |
| 7     |         | Janet Jagan (1920–2009)    | 17 marca 1997       | 19 grudnia 1997     | Ludowa Partia Postępowa |
| (6)   |         | Samuel Hinds (1943–)       | 19 grudnia 1997     | 9 sierpnia 1999     | Ludowa Partia Postępowa |
| 8     |         | Bharrat Jagdeo (1964–)     | 9 sierpnia 1999     | 11 sierpnia 1999    | Ludowa Partia Postępowa |
| (6)   |         | Samuel Hinds (1943–)       | 11 sierpnia 1999    | 20 maja 2015        | Ludowa Partia Postępowa |
| 9     |         | Moses Nagamootoo (1947–)   | 20 maja 2015        | 2 sierpnia 2020     | APNU-AFC                |
| 10    |         | Mark Phillips (1961–)      | 2 sierpnia 2020     |                     | Ludowa Partia Postępowa |